# Imaad Wasif
Imaad Wasif é um guitarrista e um dos membros de fundação da banda alternativa "1990's".
Depois de sair do 1990's, ele formou uma outra banda de indie/alternative rock chamada "Alaska!". Em 2006, Immad Wasif deu início à carreira solo, lançou um álbum e tornou-se o segundo guitarrista do Yeah Yeah Yeahs.